# Grad Montfort (Limburg)
Grad Montfort, znan tudi kot D'n Tómp ali De Grauwert, se nahaja tik pred središčem Montforta. Čeprav se izraz Grauwert dejansko nanaša na stolp, se ime že stoletja uporablja za celoten grad.
Grad Montfort je bil zgrajen okoli leta 1260 po naročilu Henrika III. Gelderskega, ki se je kasneje imenoval tudi " gospod Montforta ". Grad je bil v drugi polovici 17. stoletja prepuščen v razvaline in je počasi propadal, čeprav je še vedno impresiven.
Od leta 1961 je grad v lasti Fundacije gradu Montfort. Na enem od ostankov obzidja je bila okoli leta 1850 zgrajena osmerokotna opečnata lovska koča, ki je bila od takrat obnovljena v prvotno stanje.

## Opis
Grad Montfort meri 50 krat 50 metrov. Velja za enega najnaprednejših tipov gradov – njegov tloris ni kvadraten, temveč poligonalni, obzidje, ki ga obdaja, vključuje obrambne prelome, en stolp (Grauwert) pa ima zelo nenavadno obliko: zadnji del je zaobljen, sprednji pa ima koničast vrh. Ta "kljunasti stolp" se nahaja desno od prvotnega vhoda v grad in je bil zato namenjen odbijanju izstrelkov. Zaradi tega je edinstven primer v Beneluksu.

## Zgodovina

### Henrik III. Gelderski, gospod Montfortski (1259–1284)
Henrik III. Gelderski je okoli leta 1259 od svojega brata Otona II. Gelderskega prejel mesto Linne z okolico. Okoli leta 1260 je Henrik Gelderski dal zgraditi grad na strateški lokaciji v dolini Fleetbeek, na naravnem hribu med vodama.
Verjetno je na tem hribu že prej stala struktura, ki je bila porušena ali razširjena. Za gradnjo gradu so uporabili predvsem naravni kamen. Del tega kamna je morda prišel iz porušenega obrambnega stolpa v bližini rimskega mostu v Maastrichtu (glej: Obleganje Maastrichta, 1267 ). Gradnja gradu je bila končana okoli leta 1267. Grad so poimenovali "Montfort", ime je sčasoma prevzela tudi bližnja vas. 
Henrik Gelderski je bil poleg tega, da je bil gospodar Montforta, v obdobju 1247–1274 tudi knezoškof Liègea. Zaradi njegovega razuzdanega življenja kot škofa, ga je papež Gregor X. razrešil. Henrik je pogosto vodil pohode vojske in plenil po deželi okoli Lièga. Zaradi tega je bil Henrik Gelderski razglašen za izobčenca, kar je privedlo do sestave oporoke. Leta 1284 so ga prebivalci Lièga med Linnom in Montfortom umorili s peterokotno palico. Njegov dedič je bil Reinald I. Gelderski.

### Reinald I. Gelderski (1284–1319)
Ko je Reinald I. Gelderski prevzel oblast, je bila ena njegovih prvih nalog razširitev gradu s petim stolpom, Grauwertom. To je bilo deloma posledica izbruha vojne za limburško dediščino . Ko se je ta vojna končala, je posest Montfort postala najjužnejša točka grofije Gelders. Reinald je padel v ujetništvo, a so ga kasneje odkupili. Njegov sin z istim imenom, Reinald II. Gelderski, je presojal, da njegov oče ne more več upravljati grofije in ga dal zapreti v Veluwe. Holandski grof Viljem je v pismu zahteval njegovo izpustitev. Ne glede na to je leta 1320 Reinald II. Gelderski  dal očeta zapreti v ječo Grauwerta, stolpa, ki ga je sam zgradil. Reinald I. Gelderski je umrl po šestih letih ujetništva leta 1326.

### Reinald II. Gelderski (1320–1343)
Za Rainalda II. Gelderskega se je začelo obdobje razcveta. Ker se je poročil s sestro angleškega kralja Edvarda II., se je njegov status iz grofa spremenil v vojvodo. Anglija je vstopila v konflikt s Francijo (stoletna vojna). Rainald II. Gelderski se je, če je hotel ali ne, zaradi svojih vezi z Anglijo vpletel v ta konflikt. Zato je pogosto igral ključno vlogo v mirovnih pogajanjih med vpletenimi državami.
Leta 1342 se je začela obsežna prenova gradu Montfort. To je bilo deloma posledica njegovih pogostih obiskov gradu, med katerimi je bival tudi celoten njegov dvor. Lastništvo velikega gradu je povečalo tudi njegov ugled. Ta prenova je trajala le dve leti, kar je relativno kratek čas. Za to je bilo na gradu zaposlenih veliko delavcev. Poleg naravnega kamna so uporabili tudi veliko opeke, ki so jo žgali na kraju samem.
V tem obdobju se je zdravje Reinalda II. slabšalo. Zato ni dočakal konca prenove. Umrl je leta 1343.

### Po Reinaldu II. Gelderskim (1343–1950)
V obdobju po Reinaldu II. Gelderskem je bil grad dodatno utrjen. Od leta 1500 naprej mu je bil dodan zunanji dvorec, Bongaertshof, kasneje Voorhof. Sedanja kmetija Voorhof je bila verjetno zgrajena na ostankih tega zunanjega dvorca. Dostop do gradu je bil zdaj še bolj otežen zaradi dejstva, da je bil most do gradu dosegljiv le skozi zunanji dvorec: tako je bilo treba dvakrat  prečkati grajski jarek.
Sredi 16. stoletja, ko so topovi postali vse bolj priljubljeni, je bil grad Montfort okrepljen z utrdbami. Takratni grajski jarek je bil zasut in okoli njega zgrajen nov bastionski zid. Grajski jarek je bil premaknjen navzven. Grafika Philippa Taisnéja iz leta 1623 še vedno prikazuje te utrdbe. V nekem trenutku grad ni več služil vojaški funkciji. Rušenje teh utrdb se je začelo leta 1685. Porušeni so bili tudi obrambni stolp De Grauwert in drugi deli. Bivalni prostori so bili ohranjeni in so služili kot rezidenca upravitelja. V 18. stoletju je grad postal prazen. Ker ni več služil pomembnemu namenu in je bilo njegovo vzdrževanje drago, so ga porušili. Kamenje iz grajskih zidov so uporabili za popravila različnih stavb v okolici.
Leta 1837 je Jan Willem Burghoff, bogati industrialec iz Roermonda, kupil več parcel v Montfortu, vključno z ruševinami gradu. Približno deset let pozneje, okoli leta 1850, je na ostankih srednjeveškega stolpa dal zgraditi osmerokotno opečnato lovsko kočo. To lovsko kočo je verjetno zasnoval priznani arhitekt Pierre Cuypers. Ko ni bila več naseljena, je od leta 1900 naprej močno propadala.

### 1950–2002
Ruševine gradu so leta 1953 postale last Fundacije gradu Valkenburg. Približno v tem času se je začela prva konsolidacija tega nekoč pomembnega gradu. Nadomestili so izgubljene nasipe okoli obročnega obzidja.
Leta 1961 so bile ruševine gradu prenesene na novo Fundacijo gradu Montfort, ki ostaja sedanji lastnik. Temu je sledila obsežnejša konsolidacija od leta 1977 do začetka osemdesetih let prejšnjega stoletja: razpadajoči obročni zid je bil dvignjen in obnovljen, prav tako kot vogalni stolpi, vključno z Belim stolpom (Witte Toren) ali vhodnim stolpom, ki je bil v slabem stanju.

### Od leta 2002 do danes
Leta 2002 je bil v okviru fundacije ustanovljen nov upravni odbor. Osmerokotna lovska koča iz leta 1850 je bila v tako slabem stanju, da so jo nujno podprli, da bi preprečili nadaljnje propadanje. To je spodbudilo konkretne načrte za popolno obnovo lovske koče v prvotno stanje. Po odobritvi projektnega načrta se je obnova začela v začetku leta 2005. Poleg stolpa sta bili vključeni tudi dve sosednji kleti.
Februarja in marca 2011 so bila izvedena nova izkopavanja, pri katerih je bilo odkritih več kletnih obokov. Maja 2015 je podjetje Laudy iz Sittarda začelo z obnovo kletnih obokov. Da bi prihranili stroške, so iz Madžarske uvozili samostanske opeke (opeke posebne velikosti, ki so se prvotno uporabljale) iz porušenih stavb. Z uporabo teh opek originalne velikosti je bilo mogoče nove zidarske plasti povezati s starimi. Zidovi, ki so bili obloženi z laporjem, so bili prav tako obnovljeni z rabljenimi lapornimi bloki iz Belgije. Oboki so bili dokončani decembra 2015. Kletni oboki so sestavljeni iz 10 manjših sodov, ki so prej služili kot skladiščni prostor. Leta 2016 je bila v oboke nameščena razsvetljava in panoramska streha, nakar so bile kleti dostopne javnosti. Poleg kletnih obokov se je leta 2015 začela obnova jugovzhodnega stolpa, v katerem je še vedno 3,5 metra globok vodnjak.
Tudi pokrajina, ki obdaja grad, doživlja veliko preobrazbo. Leta 2015 je fundacija Limburg Landscape Foundation izkopala tri močvirne ribnike na severni strani, da bi obnovila močvirnati značaj. Fundacija Limburg Landscape Foundation je začela ustvarjati tudi francoski vrt z vodnimi elementi na južni strani gradu, kjer je nekoč stal leta 1750.

## Prihodnost
Obnova lovske koče ni edina dejavnost. Cilj fundacije je seznaniti ljudi z gradom in njegovo pokrajino. V sodelovanju z Limburško fundacijo za krajino bo v tej lovski koči vzpostavljen center za obiskovalce, ki se bo osredotočil na "grad in njegovo pokrajino". Turistična pisarna Herkenbosch bo organizirala tudi pohodniške in kolesarske ture ter vodene oglede grajskih ruševin in okolice.

## Zanimivosti
Grad je bil večkrat uporabljen kot filmsko prizorišče. Na primer v celovečernem filmu " Sjors in Sjimmie ter Meč Krijna " (1977) režiserja Henka van der Lindena. Grad je imel tudi vlogo v kratkem filmu "Legenda o brezglavi dami", ki temelji na legendi o Ceciliji Hamalski, ženi Vijemovega sodnega upravitelja.

## Zunanja povezava
- Uradna spletna stran Fundacije gradu Montfort